# Anton Strålman
Anton Strålman (* 1. August 1986 in Tibro) ist ein schwedischer Eishockeyspieler, der zuletzt bis zum Ende der Saison 2023/24 beim HV71 aus der Svenska Hockeyligan unter Vertrag gestanden hat. Zuvor war der Verteidiger 16 Jahre in der National Hockey League (NHL) aktiv, wo er über 900 Partien für die Toronto Maple Leafs, Columbus Blue Jackets, New York Rangers, Tampa Bay Lightning, Florida Panthers, Arizona Coyotes und Boston Bruins bestritt. Mit der schwedischen Nationalmannschaft gewann er die Goldmedaille bei der Weltmeisterschaft 2017.

## Karriere

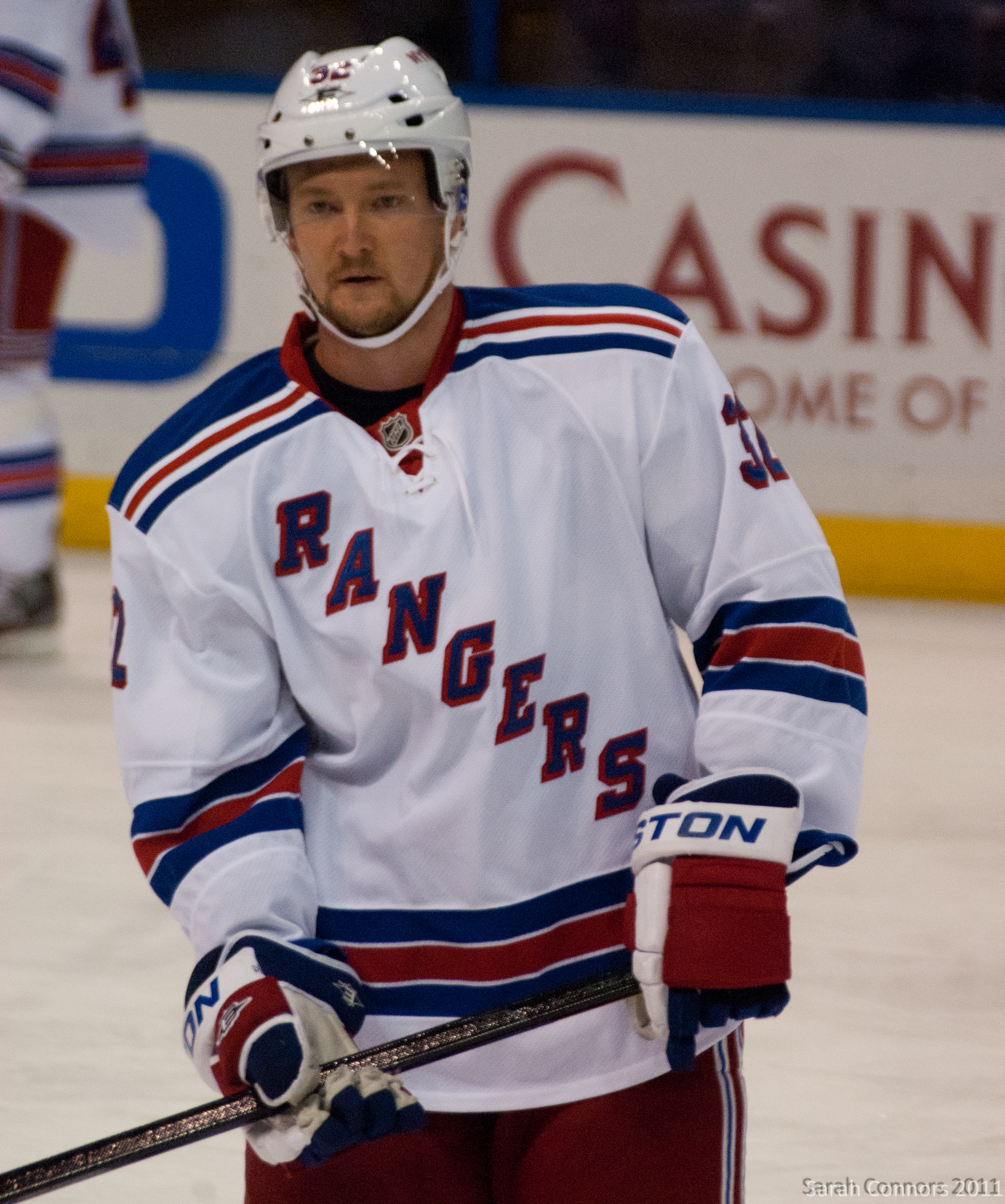
Strålman im Trikot der New York Rangers (2011)

Anton Strålman begann seine Karriere als Eishockeyspieler in der Jugend von Skövde IK, für dessen erste Mannschaft er von 2003 bis 2005 in der drittklassigen Division 1 und der zweitklassigen Allsvenskan aktiv war. Anschließend wurde er im NHL Entry Draft 2005 in der siebten Runde als insgesamt 216. Spieler von den Toronto Maple Leafs ausgewählt. Zunächst spielte der Verteidiger jedoch zwei Spielzeiten lang für Timrå IK in der Elitserien, ehe er in der Saison 2007/08 sein Debüt in der National Hockey League (NHL) für die Maple Leafs gab, für die er bis 2009 ebenso spielte wie für deren Farmteam aus der American Hockey League (AHL), die Toronto Marlies. Zur Saison 2009/10 wurde der Verteidiger zunächst an die Calgary Flames abgegeben, die den Schweden noch vor Saisonbeginn zu den Columbus Blue Jackets weitertransferierten. Dort war er zwei Jahre Stammkraft, bevor die Blue Jackets seinen Vertrag nach der Saison 2010/11 nicht verlängerten. Schließlich wechselte der Schwede als Free Agent im November 2011 zu den New York Rangers, wo er einen Einjahresvertrag unterzeichnete, der nach Ablauf um zwei weitere Spielzeiten verlängert wurde. Mit den Rangers erreichte er das Stanley-Cup-Finale 2014, unterlag dort jedoch den Los Angeles Kings.
Im Juli 2014 wurde Strålman, erneut als Free Agent, von den Tampa Bay Lightning mit einem Fünfjahresvertrag ausgestattet, der ihm ein durchschnittliches Jahresgehalt von 4,5 Millionen US-Dollar einbringen soll. In seinem ersten Jahr in Tampa erreichte der Verteidiger direkt sein zweites Stanley-Cup-Finale, scheiterte jedoch mit den Lightning an den Chicago Blackhawks.
Nach fünf Jahren in Tampa wechselte der Schwede im Juli 2019 als Free Agent innerhalb des Bundesstaates zu den Florida Panthers. Diese statteten ihn mit einem Dreijahresvertrag aus, der ihm ein durchschnittliches Jahresgehalt von 5,5 Millionen US-Dollar einbringen sollte. Aus Einsparungsgründen transferierten ihn die Panthers im Juli 2021 zu Beginn des letzten Vertragsjahres gemeinsam mit dem Belarussen Uladsislau Koljatschonok und einem Zweitrunden-Wahlrecht im NHL Entry Draft 2024 zu den Arizona Coyotes, die im Gegenzug ein Siebtrunden-Wahlrecht im NHL Entry Draft 2023 abgaben. Nach Ablauf des Vertrags im Sommer 2022 erhielt der Schwede über ein Probetraining zum Beginn der Spielzeit 2022/23 einen Einjahresvertrag bei den Boston Bruins. Nach Erfüllung dessen endete seine Zeit in Nordamerika nach 16 Jahren, indem er in seine schwedische Heimat zurückkehrte und sich dort für ein Jahr dem HV71 anschloss. Insgesamt hatte er in der NHL 938 Partien bestritten und dabei 293 Punkte verzeichnet.

### International
Für Schweden nahm Strålman an den U20-Junioren-Weltmeisterschaften 2005 und 2006 sowie den Weltmeisterschaften 2007, 2008 und 2009 teil. Des Weiteren vertrat er sein Heimatland beim World Cup of Hockey 2016 und erreichte dort mit dem Team den dritten Platz, bevor er mit den Tre Kronor bei der Weltmeisterschaft 2017 die Goldmedaille gewann.

## Erfolge und Auszeichnungen
- 2007 All-Star-Team der Elitserien
- 2008 Teilnahme am AHL All-Star Classic

### International
- 2009 Bronzemedaille bei der Weltmeisterschaft
- 2017 Goldmedaille bei der Weltmeisterschaft

## Karrierestatistik
Stand: Ende der Saison 2023/24

### International
Vertrat Schweden bei:
| - U20-Weltmeisterschaft 2005 - U20-Weltmeisterschaft 2006 - Weltmeisterschaft 2007 - Weltmeisterschaft 2008 | - Weltmeisterschaft 2009 - World Cup of Hockey 2016 - Weltmeisterschaft 2017 |

(Legende zur Spielerstatistik: Sp oder GP = absolvierte Spiele; T oder G = erzielte Tore; V oder A = erzielte Assists; Pkt oder Pts = erzielte Scorerpunkte; SM oder PIM = erhaltene Strafminuten; +/− = Plus/Minus-Bilanz; PP = erzielte Überzahltore; SH = erzielte Unterzahltore; GW = erzielte Siegtore; 1 Play-downs/Relegation; Kursiv: Statistik nicht vollständig)